# (243455) 2009 JJ2
(243455) 2009 JJ2 es un asteroide perteneciente al cinturón  de asteroides, descubierto el 12 de mayo de 2009 por Andrew Lowe desde el iTelescope Observatory (Mayhill), Mayhill (Nuevo México), Estados Unidos.

## Designación y nombre
Designado provisionalmente como 2009 JJ2.

## Características orbitales
(243455) 2009 JJ2 está situado a una distancia media del Sol de 2,965 ua, pudiendo alejarse hasta 3,353 ua y acercarse hasta 2,578 ua. Su excentricidad es 0,131 y la inclinación orbital 9,856 grados. Emplea 1865,15 días en completar una órbita alrededor del Sol.
Los próximos acercamientos a la órbita de Júpiter ocurrirán el 25 de marzo de 2047, el 17 de marzo de 2083 y el 6 de marzo de 2119.

## Características físicas
La magnitud absoluta de (243455) 2009 JJ2 es 15,92. Tiene 2,705 km de diámetro y su albedo se estima en 0,127.